# Женска фудбалска репрезентација Енглеске
Женска фудбалска репрезентација Енглеске је женски фудбалски тим који представља Енглеску на међународним такмичењима.

## Успеси

### Светско првенство
| Година | Резултат              | Од.                   | П                     | Н                     | И                     | ГД                    | ГП                    | ГР                    |
| ------ | --------------------- | --------------------- | --------------------- | --------------------- | --------------------- | --------------------- | --------------------- | --------------------- |
| 1991   | Није се квалификовала | Није се квалификовала | Није се квалификовала | Није се квалификовала | Није се квалификовала | Није се квалификовала | Није се квалификовала | Није се квалификовала |
| 1995   | Четвртфинале          | 4                     | 2                     | 0                     | 2                     | 6                     | 9                     | −3                    |
| 1999   | Није се квалификовала | Није се квалификовала | Није се квалификовала | Није се квалификовала | Није се квалификовала | Није се квалификовала | Није се квалификовала | Није се квалификовала |
| 2003   | Није се квалификовала | Није се квалификовала | Није се квалификовала | Није се квалификовала | Није се квалификовала | Није се квалификовала | Није се квалификовала | Није се квалификовала |
| 2007   | Четвртфинале          | 4                     | 1                     | 2                     | 1                     | 8                     | 6                     | +2                    |
| 2011   | Четвртфинале          | 4                     | 2                     | 2                     | 0                     | 6                     | 3                     | +3                    |
| 2015   | 3. место              | 7                     | 5                     | 0                     | 2                     | 10                    | 7                     | +3                    |
| 2019   | 4. место              | 7                     | 5                     | 0                     | 2                     | 13                    | 5                     | +8                    |
| Укупно | 5/8                   | 26                    | 15                    | 4                     | 7                     | 43                    | 30                    | +13                   |

### Европско првенство
| Година | Резултат              | Од.                   | П                     | Н                     | И                     | ГД                    | ГП                    |
| ------ | --------------------- | --------------------- | --------------------- | --------------------- | --------------------- | --------------------- | --------------------- |
| 1984   | 2. место              | 4                     | 3                     | 0                     | 1                     | 4                     | 2                     |
| 1987   | 4. место              | 2                     | 0                     | 0                     | 2                     | 3                     | 5                     |
| 1989   | Није се квалификовала | Није се квалификовала | Није се квалификовала | Није се квалификовала | Није се квалификовала | Није се квалификовала | Није се квалификовала |
| 1991   | Није се квалификовала | Није се квалификовала | Није се квалификовала | Није се квалификовала | Није се квалификовала | Није се квалификовала | Није се квалификовала |
| 1993   | Није се квалификовала | Није се квалификовала | Није се квалификовала | Није се квалификовала | Није се квалификовала | Није се квалификовала | Није се квалификовала |
| 1995   | Полуфинале            | 2                     | 0                     | 0                     | 2                     | 2                     | 6                     |
| 1997   | Није се квалификовала | Није се квалификовала | Није се квалификовала | Није се квалификовала | Није се квалификовала | Није се квалификовала | Није се квалификовала |
| 2001   | Групна фаза           | 3                     | 0                     | 1                     | 2                     | 1                     | 8                     |
| 2005   | Групна фаза           | 3                     | 1                     | 0                     | 2                     | 4                     | 5                     |
| 2009   | 2. место              | 6                     | 3                     | 1                     | 2                     | 12                    | 14                    |
| 2013   | Групна фаза           | 3                     | 0                     | 1                     | 2                     | 3                     | 7                     |
| 2017   | Полуфинале            | 5                     | 4                     | 0                     | 1                     | 11                    | 4                     |
| 2022   | 1. место              | 6                     | 6                     | 0                     | 0                     | 22                    | 2                     |
| Укупно | 9/13                  | 34                    | 17                    | 3                     | 14                    | 64                    | 53                    |